# 塔爾塔爾
25°17′S 69°46′W / 25.283°S 69.767°W

塔爾塔爾（西班牙語：Taltal），是智利的城市，位於該國北部安托法加斯塔大區的安托法加斯塔省，面積20,405.1平方公里，海拔高度2,098米，2012年人口11,132人，人口密度每平方公里0.55人。